# Холси (певачица)
Ешли Николет Франџипани (енгл. Ashley Nicolette Frangipane; Едисон, 29. септембар 1994), позната као Холси (енгл. Halsey), америчка је певачица и текстописац. Популарност је стекла преко друштвених мрежа на којима је постављала обраде песама, а потом је 2014. потписала уговор са дискографском кућом Astralwerks. Њен први студијски албум, Badlands, постао је платинаст од стране Америчком удружења дискографских кућа. Четири сингла су издата са албума, и сва четири сингла су доживела огроман успех.
Године 2020. Billboard је известио да је Холси продала преко милион примерака албума и имала преко шест милијарди стримова у САД. Осим музике, била је активна у подизању свести о превенцији самоубиства, жртавама сексуалног насиља и протестовала против расизма. Такође је активна заговорница феминизма.

## Биографија
Рођена је 29. септембра 1994. у Едисону. Родитељи су јој одустали од факултета након што су сазнали да јој је мајка трудна. Мајка јој била медицинска радница, а отац продавац аутомобила. Мајка јој је Италијанка и Мађарица, а отац Афроамериканац и делом Ирац. Има два млађа брата. Свирала је виолину, виолу и виолончело, пре него што је почела да свира гитару када је имала 14 година. Родитељи су јој често мењали послове, тако да се породица често селила, а због тога је ишла у шест школа. Одрасла је као католкиња.
Малтретирали су је у школи, а са 17 година покушала је да изврши самоубиство због чега је била хоспитализована скоро три седмице. Након тога, дијагностикован јој је биполарни афективни поремећај, који је имала и њена мајка. Убрзо је почела да користи дрогу, рекавши да је због биполарног поремећаја постала „неконвенционално дете”. Када је имала 17 година, ушла је у везу са мушкарцем који је имао 24 године и који је живео у близини станице у улици Холси у Бруклину, а тако је и настало њено уметничко име.
Изјавила је да је бисексуалног опредељења, као и да је пре музичке каријере излазила са женом. Од 2017. била је у вези с прекидима с репером G-Eazy. Између новембра 2018. и септембра 2019. била је у вези с британским певачем Yungblud, а између октобра 2019. и марта 2020. америчким с глумцем Еваном Питерсом. У јулу 2021. добила је дете с турским сценаристом Алевом Ајдином. Од 2023. у вези је с Аваном Џогијом. У мају 2024. изјавила је да су јој дијагностификовани лупус и леукемија.

## Дискографија
- (2015)
- (2017)
- (2020)
- (2021)